# Todd Christensen
Pour les articles homonymes, voir Christensen.
(en) Statistiques sur pro-football-reference
Todd Jay Christensen, né le 3 août 1956 à Bellefonte et mort le 13 novembre 2013 à Murray, est un joueur américain de football américain.

## Biographie
Il a étudié à l'université Brigham Young et a joué pour les Cougars de BYU.
Drafté en 56e position par les Cowboys de Dallas à la draft de 1978, Christensen est alors fullback et joue les matchs de présaisons mais se blesse avant le début de saison. Il passe l'année 1978 sans jouer de match officiel avec les Cowboys  bien que celle-ci atteint le Super Bowl XIII. L'année suivante, il devient tight end mais est laissé libre par son équipe.
Il rejoint les Giants de New York mais, nouvelle mauvaise expérience, il ne joue qu'un match. Finalement, les Raiders de Los Angeles — futurs Raiders d'Oakland — l'engagent pour jouer dans ses équipes spéciales. Après quelques saisons, il perce à son poste et devient un joueur important de l'équipe. Avec 92 passes reçues lors de la saison 1983, il fixe un nouveau record pour son poste. Il repoussera son propre record à 95 trois années plus tard.
Dans sa carrière, Christensen a attrapé 461 passes pour 5 872 yards et 41 touchdowns. Il remporte deux Super Bowls (XV et XVIII) et est sélectionné pour cinq Pro Bowls (1983, 1984, 1985, 1986 et 1987).
Après sa retraite sportive, il devient commentateur pour la télévision.